# Rhopalosiphoninus kelleri
Rhopalosiphoninus kelleri är en insektsart som beskrevs av Smith, C.F. och Frank Hall Knowlton 1977. Rhopalosiphoninus kelleri ingår i släktet Rhopalosiphoninus och familjen långrörsbladlöss. Inga underarter finns listade i Catalogue of Life.